# Paraglenea jiangfenglingensis
Paraglenea jiangfenglingensis là một loài bọ cánh cứng trong họ Cerambycidae.